# Matoller de Lopes
El matoller de Lopes (Bradypterus lopezi) és una espècie d'ocell de la família dels locustèl·lids (Locustellidae). Es troba als següents països de l'Àfrica subsahariana: Es troba a Angola, Camerun, República Democràtica del Congo, Guinea Equatorial, Kenya, Malawi, Moçambic, Ruanda, Tanzània, Uganda i Zàmbia. Habita els matollars humids tropicals i subtropicals i els boscos tropicals i subtropicals de frondoses humits de l'estatge montà. El seu estat de conservació es considera de risc mínim.
El nom específic de Lopes fa referència al col·leccionista portuguès José Lopes (fl. 1903).